# St. Laurentius (Neustadt an der Donau)

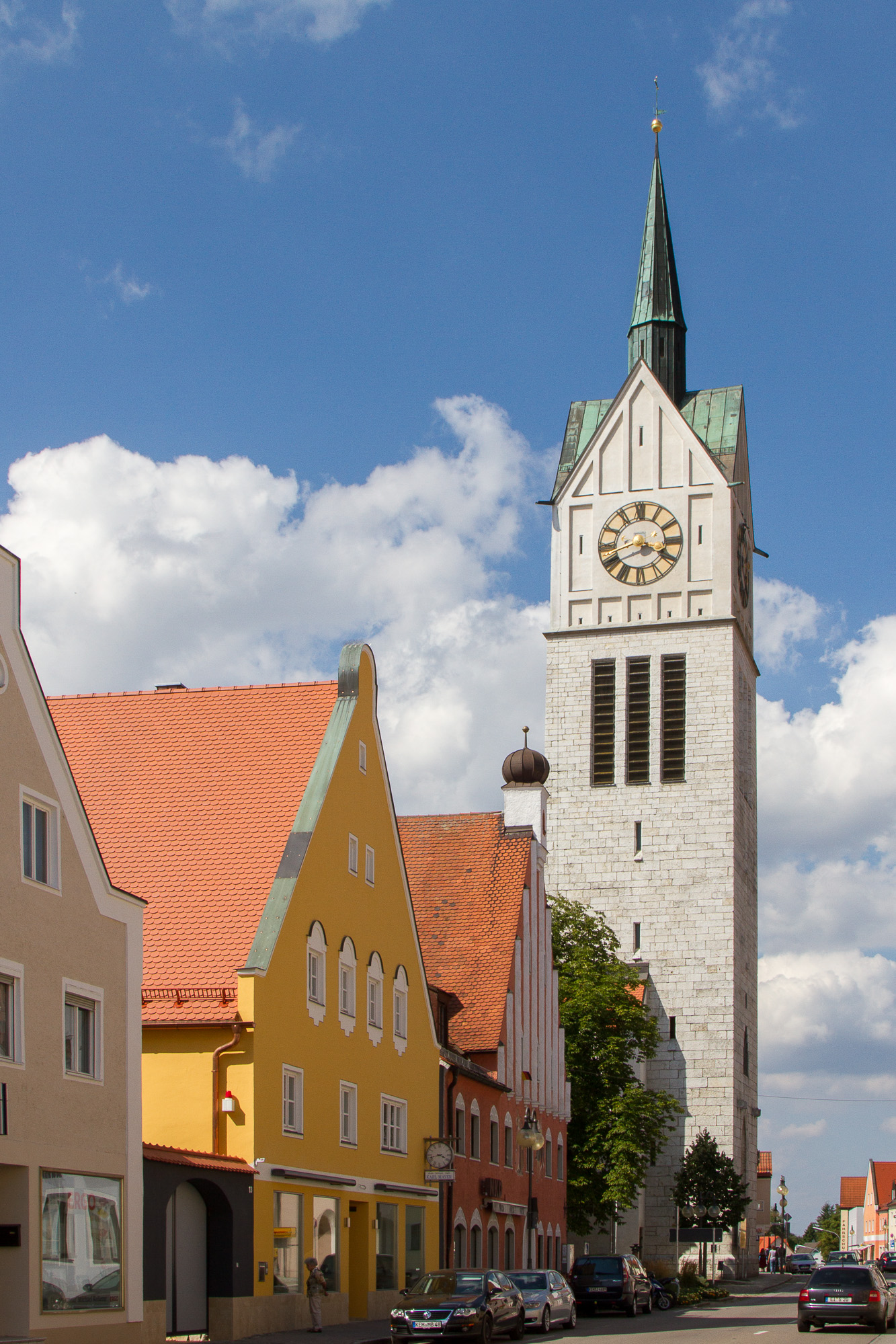
Turm der Stadtpfarrkirche St. Laurentius

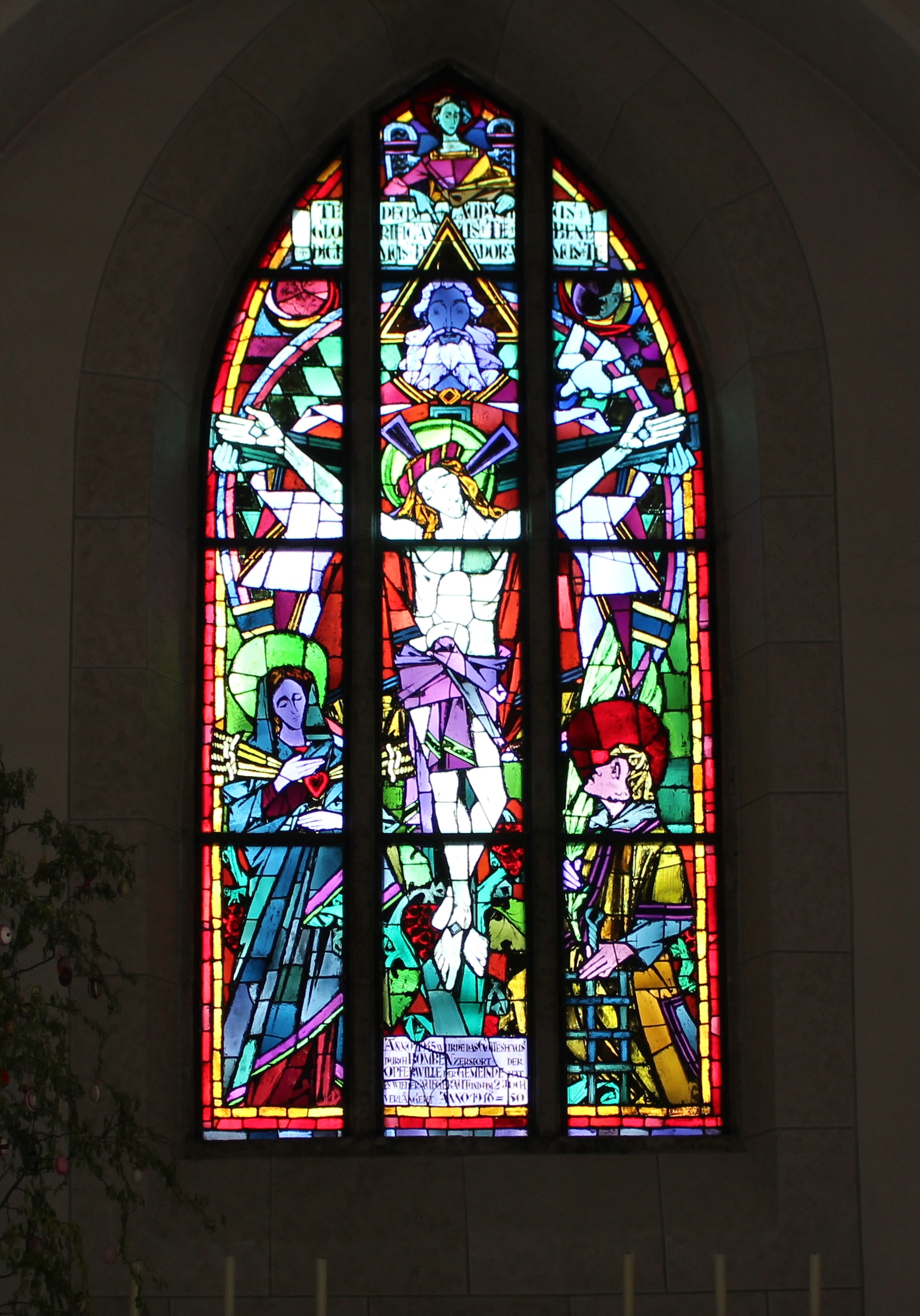
Altarfenster mit Dreifaltigkeitsdarstellung

Die römisch-katholische Pfarrkirche St. Laurentius in Neustadt an der Donau, einer Kleinstadt im niederbayerischen Landkreis Kelheim, ist eine spätgotische Hallenkirche, die im Zweiten Weltkrieg teilweise zerstört und anschließend im gotischen Stil wiederaufgebaut wurde.

## Geschichte
Eine erste Kirche dürfte in Neustadt noch im 13. Jahrhundert errichtet worden sein, also bereits kurz nach der Stadtgründung 1270. Damals war Neustadt noch Filiale der Urpfarrei Gögging, zu der einst auch Abensberg und Biburg gehörten. Ende des 15. Jahrhunderts wurde die spätgotische Hallenkirche, die zu großen Teilen noch erhalten ist, an der zentralen Straßenkreuzung in der Stadt errichtet.
Während der Epoche des Barocks wurde die Ausstattung dem damaligen Zeitgeschmack angepasst. So erhielt die Kirche 1640 eine reich verzierte Monstranz mit Ingolstädter Beschauzeichen sowie 1673 und 1683 neue Glocken. Im Jahr 1723 bekam der Turm ein neues Obergeschoss, 1773 eine barocke Kuppel. Ab 1741 wurde der Innenraum umgestaltet, ihren Abschluss fanden die Arbeiten 1779 mit der Anschaffung eines neuen Hochaltars. Auf dem von Christian Fröhlich gemalten Altarblatt war das Martyrium des Kirchpatrons Laurentius von Rom dargestellt, die Kopie eines Werkes von Joachim von Sandrart.
Im Jahr 1802 wurde der Friedhof aus dem Umfeld der Pfarrkirche zur St.-Nikolaus-Kapelle im Süden der Stadt verlegt. Zwischen 1854 und 1867 erhielt der Innenraum der Kirche eine neugotische Ausstattung unter Beibehaltung des barocken Hochaltars. Um 1900 und im Jahr 1929 wurden Innenrenovierungen durchgeführt, bei letzterer entdeckte man alte Wand- und Deckengemälde, die aber infolge knapper finanzieller Mittel nicht restauriert und konserviert werden konnten. Im Jahr 1902 erhielt die Pfarrkirche eine neue Orgel. Durch Artilleriebeschuss am 26. und 27. April 1945, also vor Ende des Zweiten Weltkriegs, wurde der Kirchturm stark beschädigt, sodass er wegen Baufälligkeit im Oktober 1945 einstürzte und den Chorraum mitsamt dem barocken Hochaltar zerstörte.
Der Wiederaufbau verzögerte sich zunächst aus finanziellen Gründen, bis man 1948 kostenlos Quadersteine aus dem Marchinger Steinbruch erhielt. Bei den Arbeiten unter dem Regensburger Regierungsbaudirektor Franz Günthner wurde das Langhaus im zerstörten östlichen Bereich um ein Joch verlängert, der Chorraum rückte somit weiter nach Osten. Das Kircheninnere wurde dabei in formaler Angleichung an die noch bestehenden spätgotischen Joche mit einem Sternrippengewölbe ausgestattet. Der Chorturm wurde in modernen Formen neu errichtet. 1951 konnte das wiedererrichtete Kirchengebäude von Erzbischof Michael Buchberger neu geweiht werden. 1956 erhielt die Pfarrkirche einen Kreuzwegzyklus des Künstlers Robert Rabolt, wobei die ersten elf Stationen als Glasmalereien im unteren Bereich der Seitenschiff-Fenster ausgeführt sind.
Ab 1997 erfolgte die bisher letzte Außenrenovierung der Pfarrkirche. Wegen der Überschwemmung weiter Teile der Stadt beim Pfingsthochwasser 1999 mussten die Arbeiten unterbrochen werden. Im Jahr 2007 wurde der Innenraum renoviert und nach den Plänen von Franz Bernhard Weißhaar umgestaltet. Die Pfarrkirche erhielt  einen neuen Volksaltar, Ambo und Tabernakel. Die Altarweihe wurde am 21. Oktober 2007 durch Bischof Gerhard Ludwig Müller vorgenommen. Im Folgejahr erhielt die Kirchengemeinde eine neue Orgel der oberösterreichischen Firma Kögler.
1653 wurde der Pfarrsitz von Gögging nach Neustadt verlegt, Gögging wurde damit zur Filiale von Neustadt. Im Jahr 1700 wurde Gögging wieder zur Expositur erhoben, aber erst 1989 erhielt der inzwischen zum Heilbad erklärte Ort wieder einen eigenen Pfarrsitz.

## Beschreibung

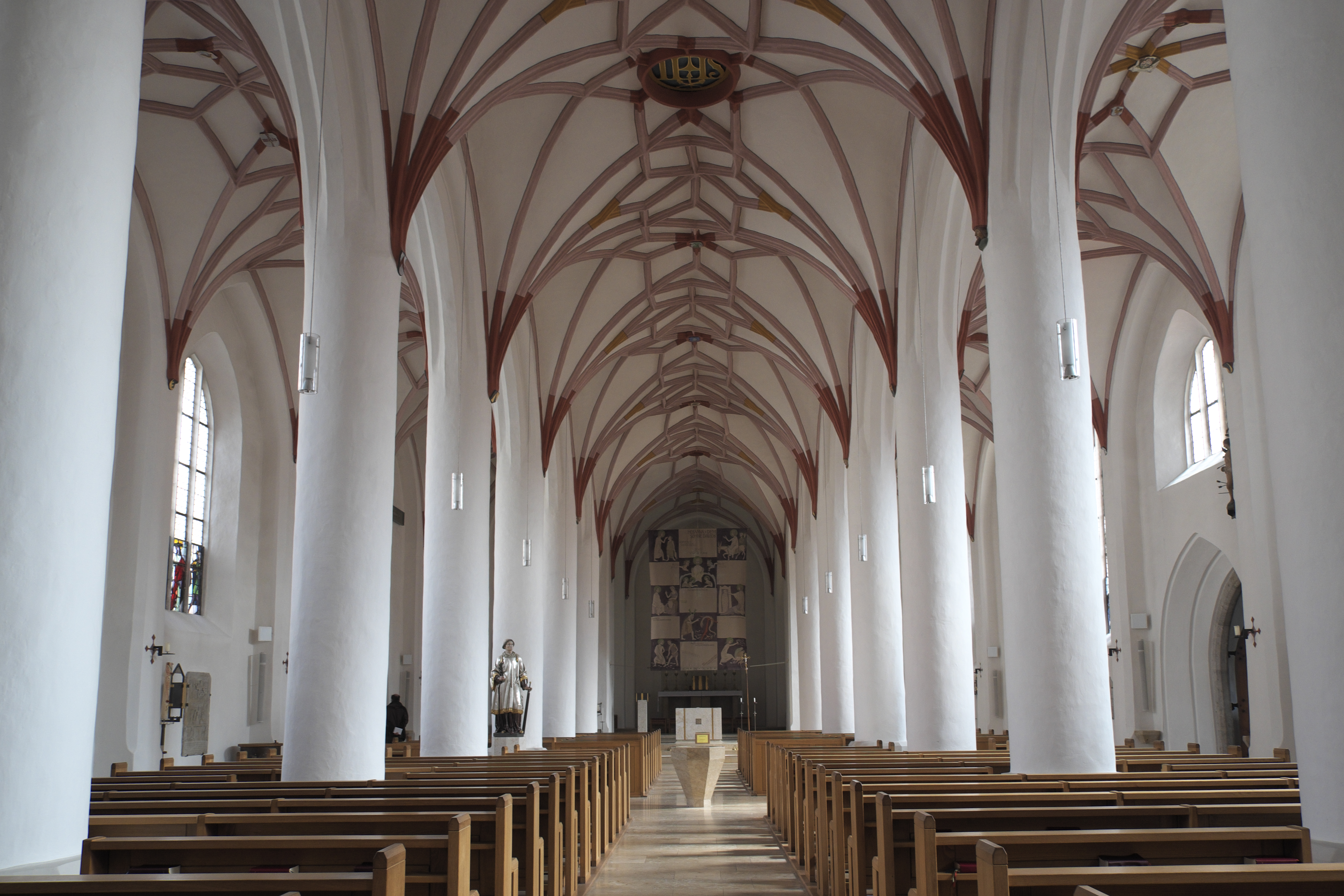
Innenansicht der Stadtpfarrkirche St. Laurentius

### Architektur
Die im Kern spätgotische Hallenkirche stellt sich heute als verputzter Ziegelbau mit durchgehendem Satteldach über Langhaus und Chor dar. Über dem Ostchor erhebt sich der fünfgeschossige Chorturm aus Marchinger Kalkstein mit einer Höhe von knapp 61 Metern. Der quadratische Unterbau besitzt je Seite drei hohe Schallöffnungen; darüber befindet sich das Uhrengeschoss, das auf jeder Seite mit einem Dreiecksgiebel abschließt und so zum oberen Abschluss, einem achteckigen Türmchen mit Pyramidendach, überleitet. An der Nordseite des Chores ist eine zweigeschossige Sakristei angebaut. Der Kirchenbau verfügt über typisch gotische Spitzbogenfenster, die durch zwei durchgehende senkrechte Rippen gegliedert sind. Der Zugang zu dem Gotteshaus erfolgt entweder über die beiden erhaltenen spätgotischen Spitzbogenportale im hintersten achten Joch der Seitenschiffe oder über die neu geschaffenen Zugänge mit Vorhalle im zweiten Nordjoch und im vierten Südjoch.
Sieben Rundpfeiler je Seite teilen den Kirchenraum in drei gleiche hohe Schiffe mit rötlich gefärbtem Sternrippengewölbe. Die spitzen Scheidbögen entwachsen den Pfeilern ohne Vermittlung. Im Gewölbe sind einige Wappen, wohl von Stifterfamilien aus Adel und Bürgertum, zu sehen. Die Schlusssteine tragen seit dem Wiederaufbau im 20. Jahrhundert christliche Symbole – im Mittelschiff die Werke der Barmherzigkeit, im südlichen Seitenschiff Christuszeichen mit den Themen Passion und Auferstehung sowie im nördlichen Seitenschiff die sieben Sakramente und Symbole aus der Lauretanischen Litanei. Für die 2008 erbaute neue Orgel wurde die beim Wiederaufbau im 20. Jahrhundert eingezogene Westempore entfernt; das stattliche Instrument nimmt beinahe die gesamte Breite und Höhe des Mittelschiffes ein. Die Emporenteile in den beiden Seitenschiffen wurden belassen, wobei die Kommunionbänke vom Wiederaufbau als Brüstungen neue Verwendung gefunden haben.

### Ausstattung
Das Kirchinnere ist sehr schlicht nach den Vorgaben des Zweiten Vatikanischen Konzils ausgestattet. Im Chorraum ist neben Volksaltar, Ambo und Tabernakel insbesondere das Glasgemälde im rückwärtigen Fenster von Robert Rabolt aus dem Jahr 1957 bemerkenswert. Es zeigt eine Dreifaltigkeitsdarstellung, einen sogenannten Gnadenstuhl, flankiert von einer Mater Dolorosa und dem Martyrium des Kirchenpatrons Laurentius.
Der nördliche Seitenaltar, ein kostbares Werk aus der Zeit um 1500, ist ein Flügeltar, der im geschlossenen Zustand eine spätgotische Marienfigur unbekannter Herkunft verdeckt. Auf der Außenseite der Flügel befindet sich ein Gemälde der Verkündigung an Maria, auf den Innenseiten sind die Enthauptung Johannes des Täufers und der Apostel Johannes mit dem Giftbecher dargestellt.

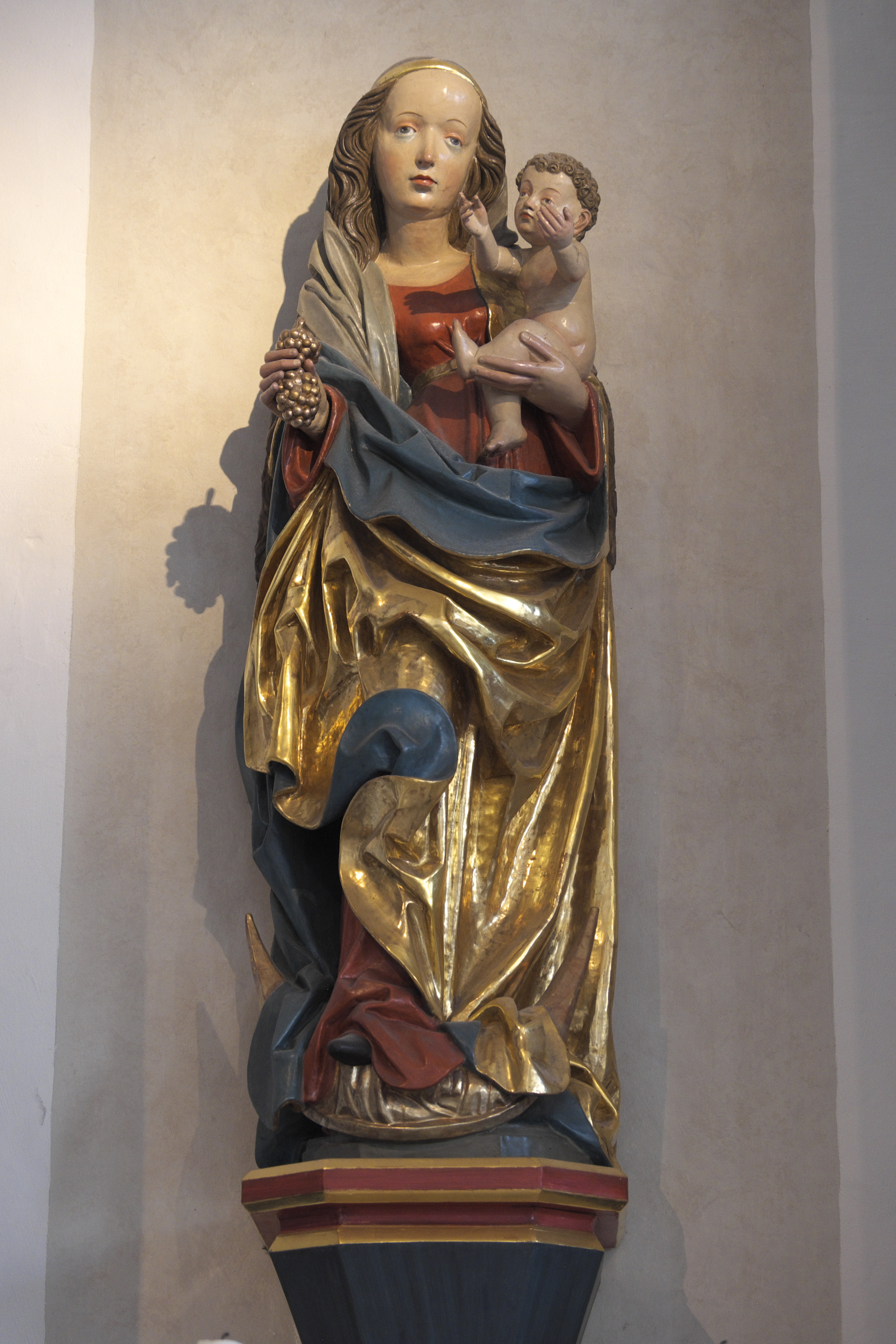
Madonna mit Kind
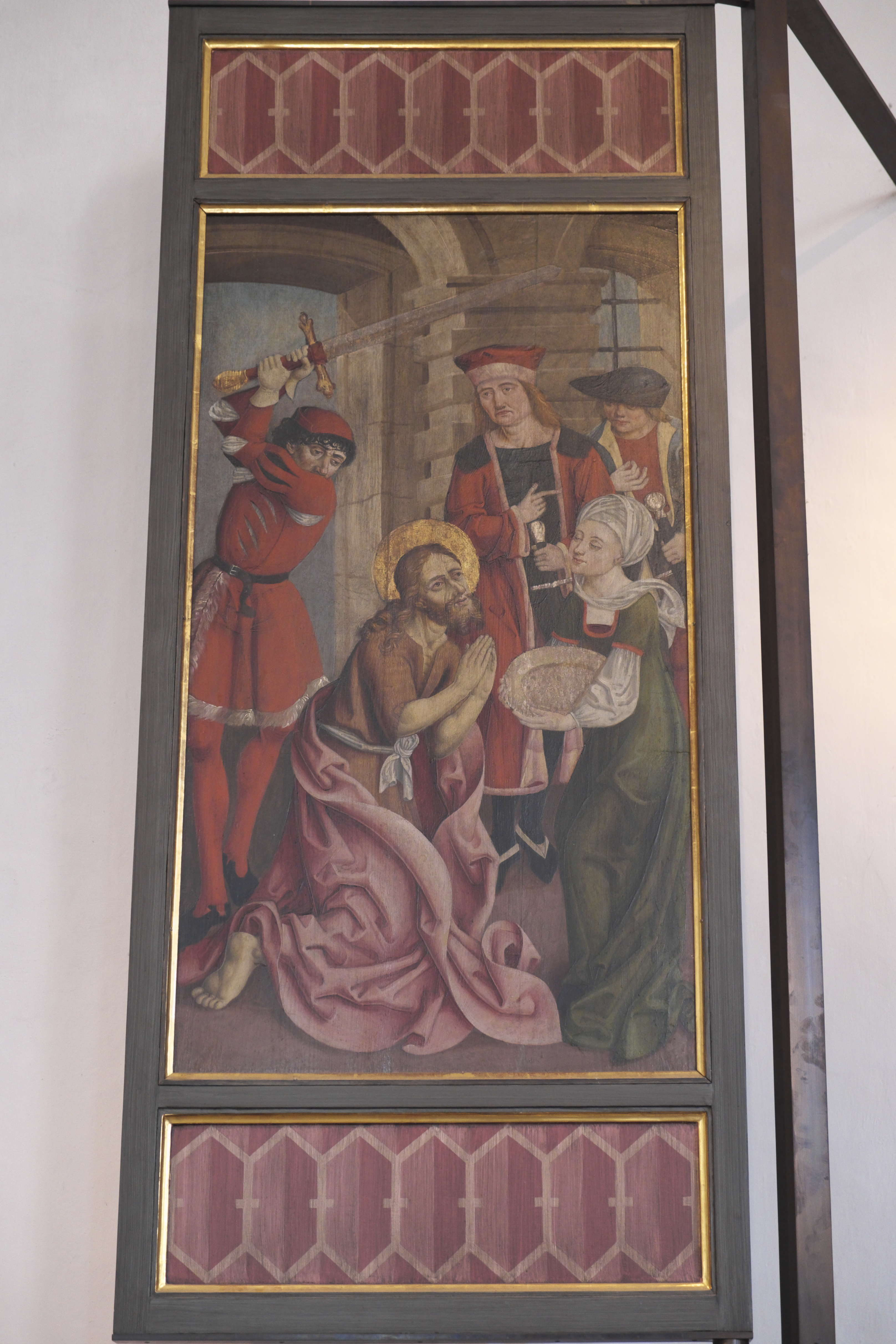
Marienaltar, Innenseite des linken Flügels
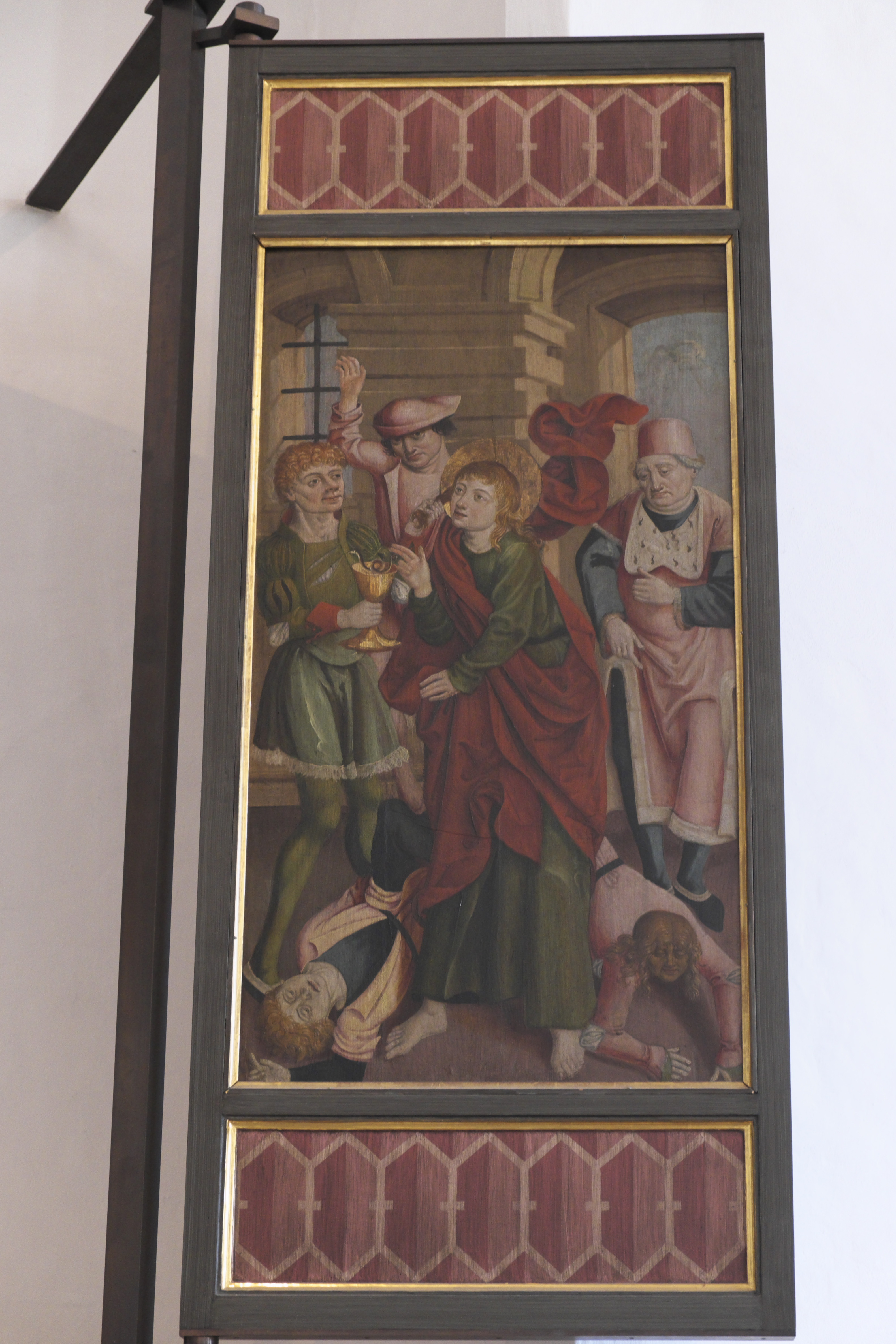
Marienaltar, Innenseite des rechten Flügels
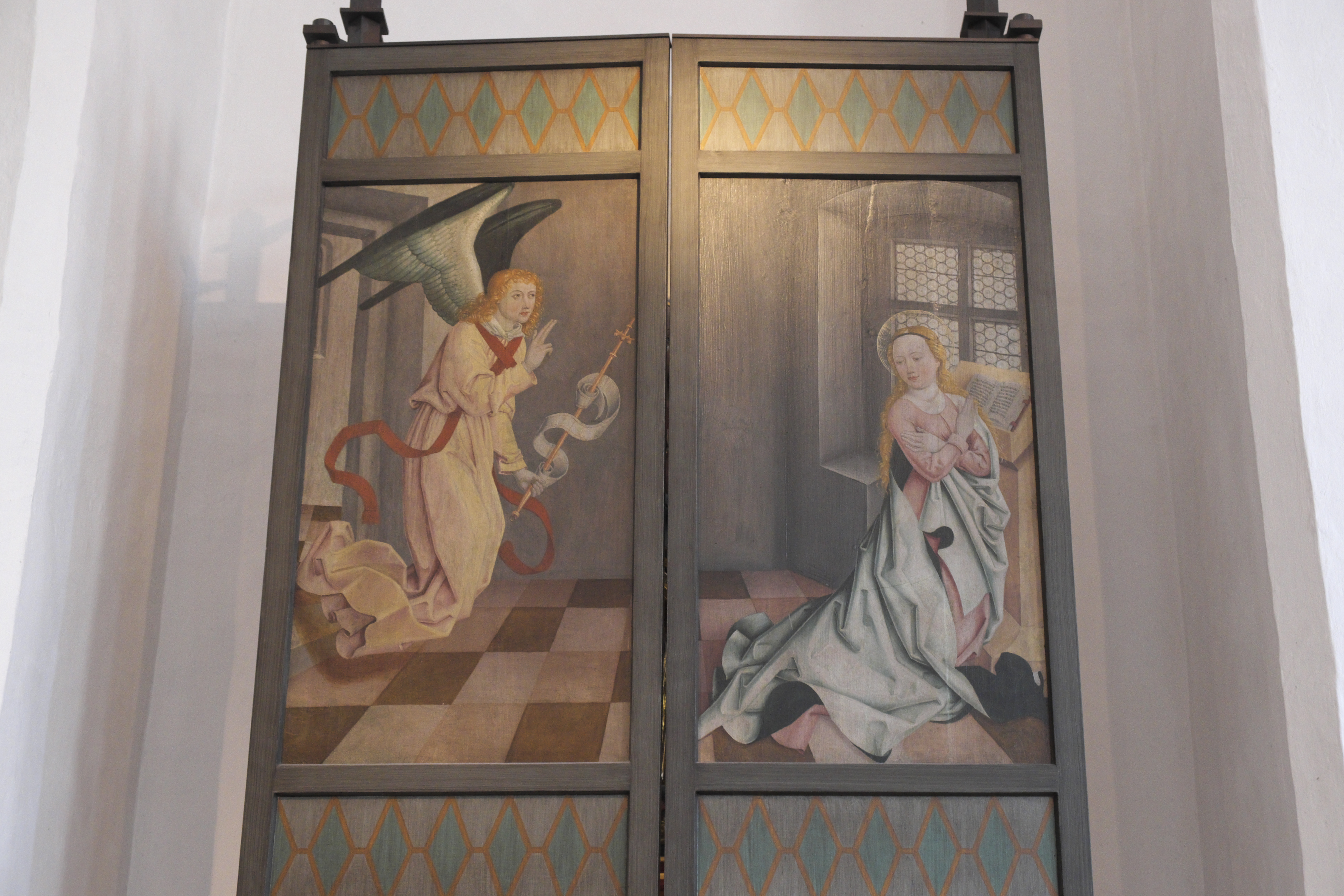
Marienaltar, geschlossener Zustand

Der südliche Seitenaltar besteht lediglich aus Figuren des neugotischen Hochaltares. Hauptfigur ist der heilige Wolfgang, begleitet von den vier Kirchenvätern, Ambrosius, Hieronymus, Augustinus und Gregor dem Großen, auf Prozessionsstangen. Interessant ist außerdem die Figur des heiligen Laurentius, die ursprünglich Hauptfigur des neugotischen Hochaltares war und heute an einem der nördlichen Pfeiler aufgestellt ist.

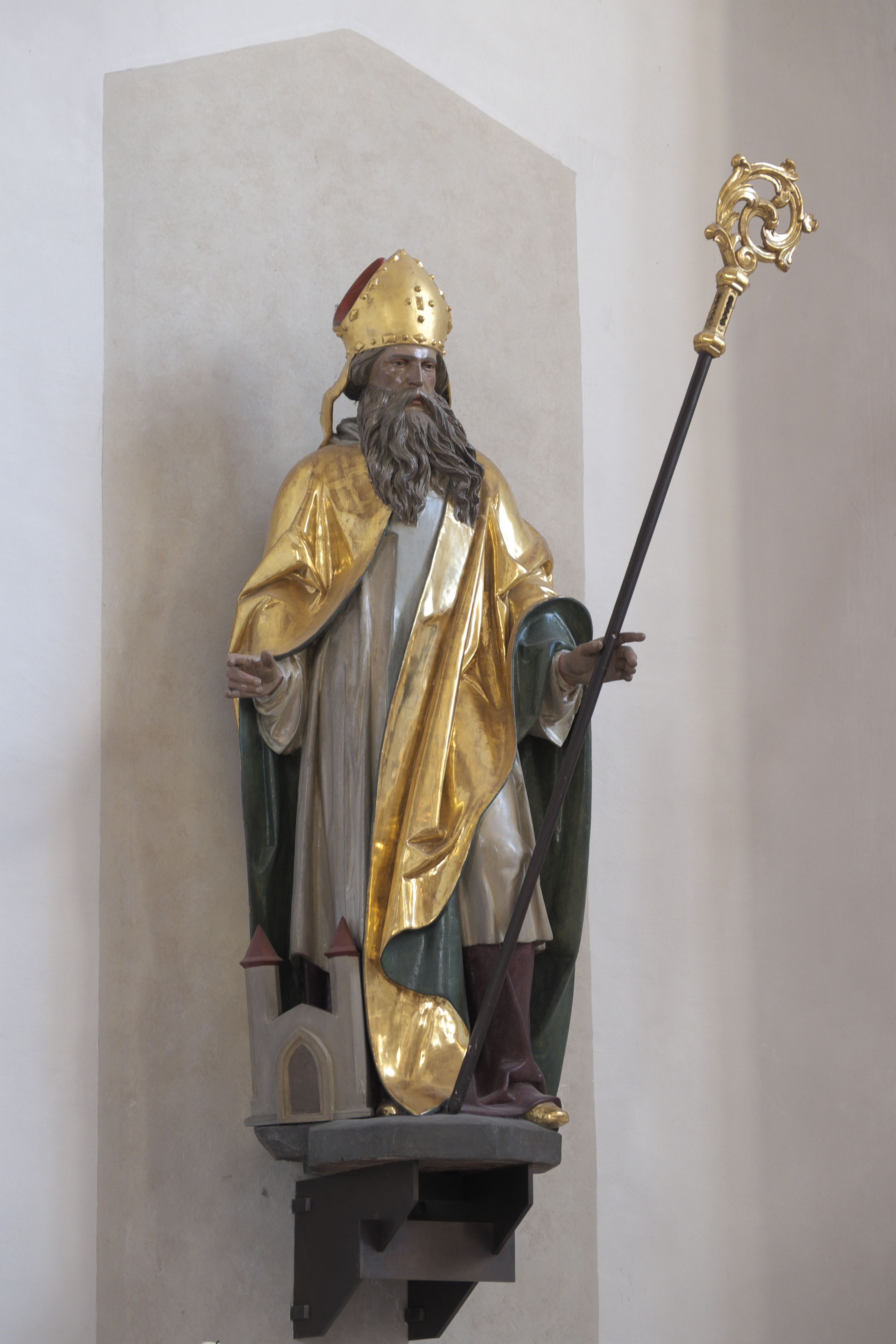
Heiliger Wolfgang
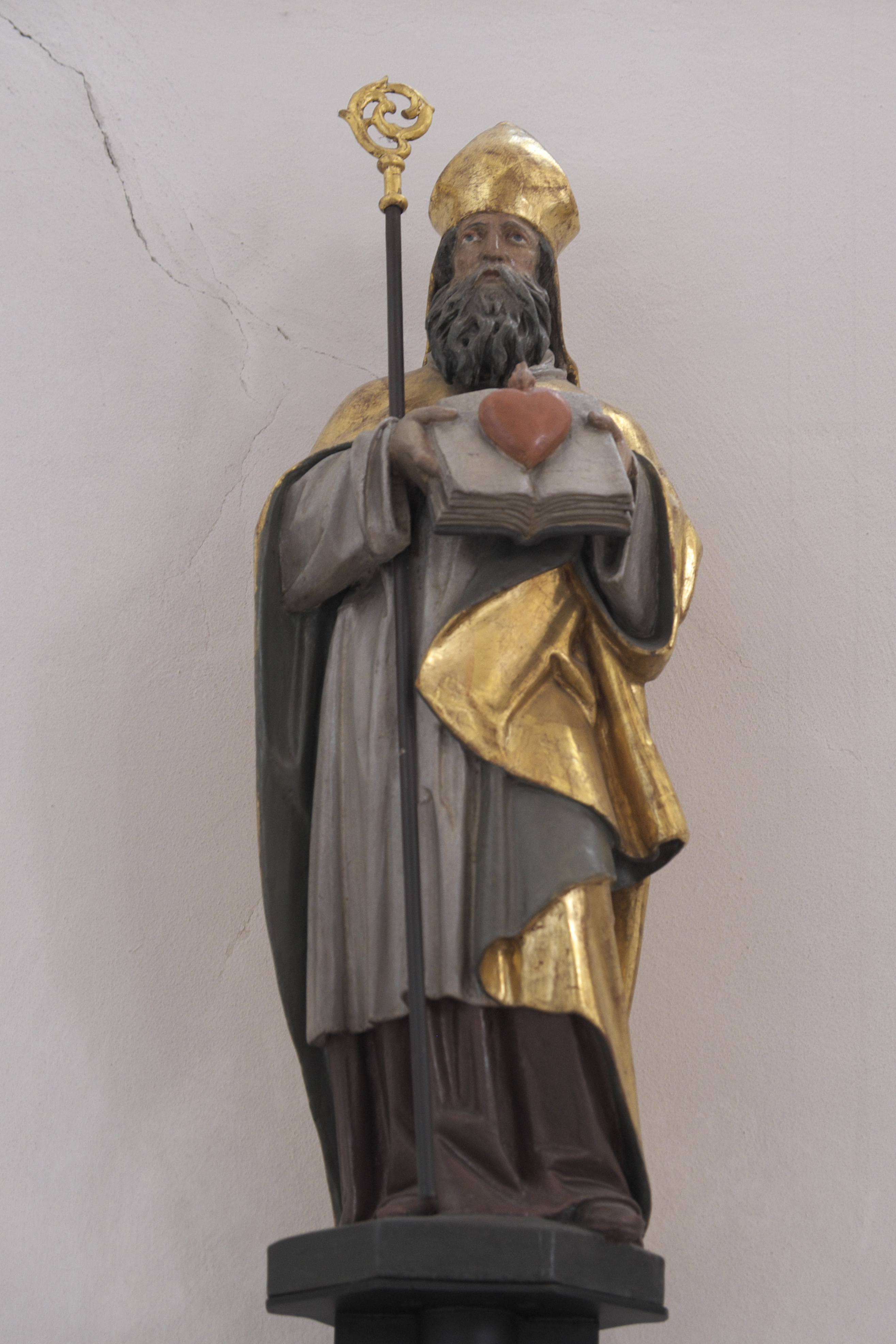
Augustinus
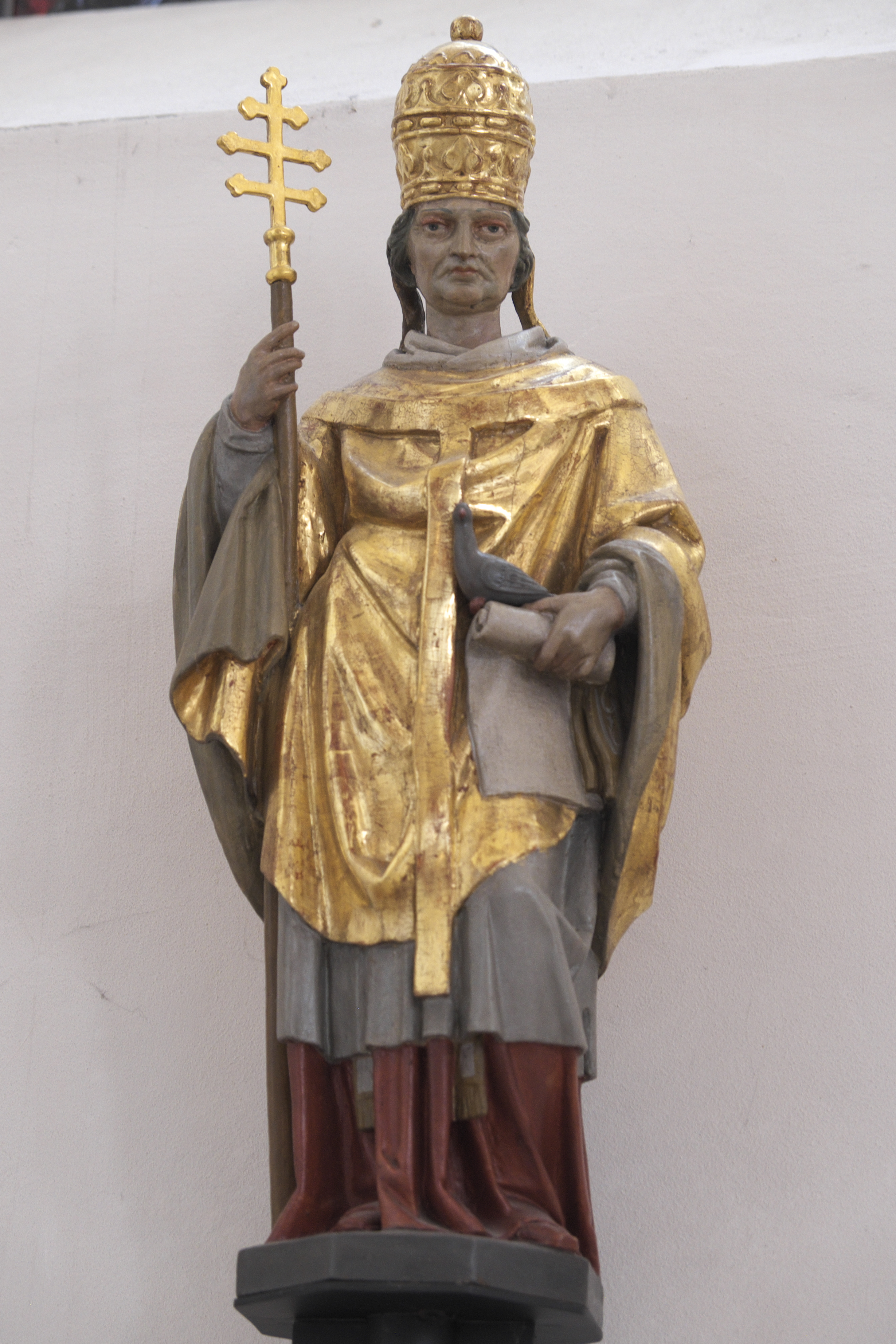
Papst Gregor der Große
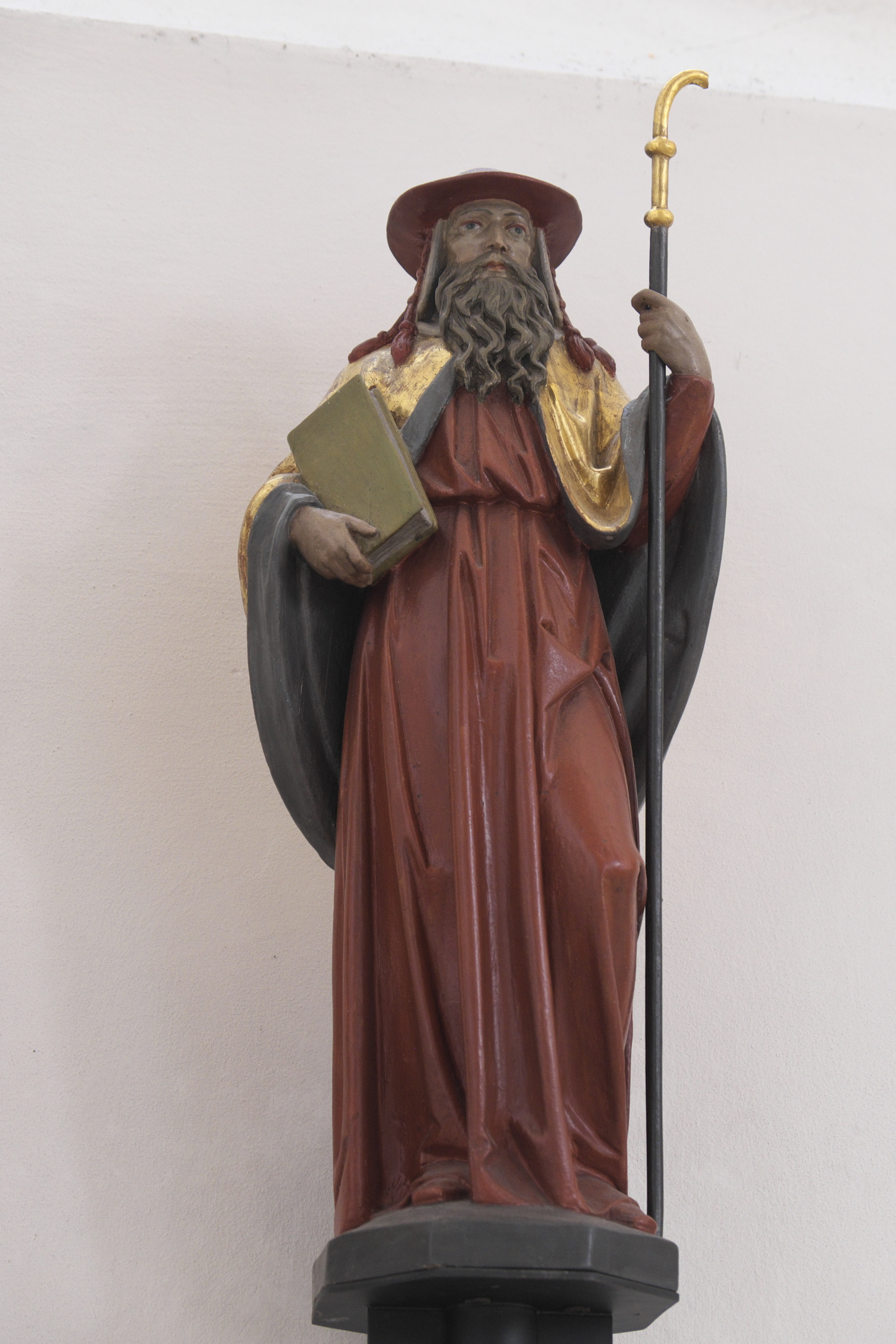
Hieronymus
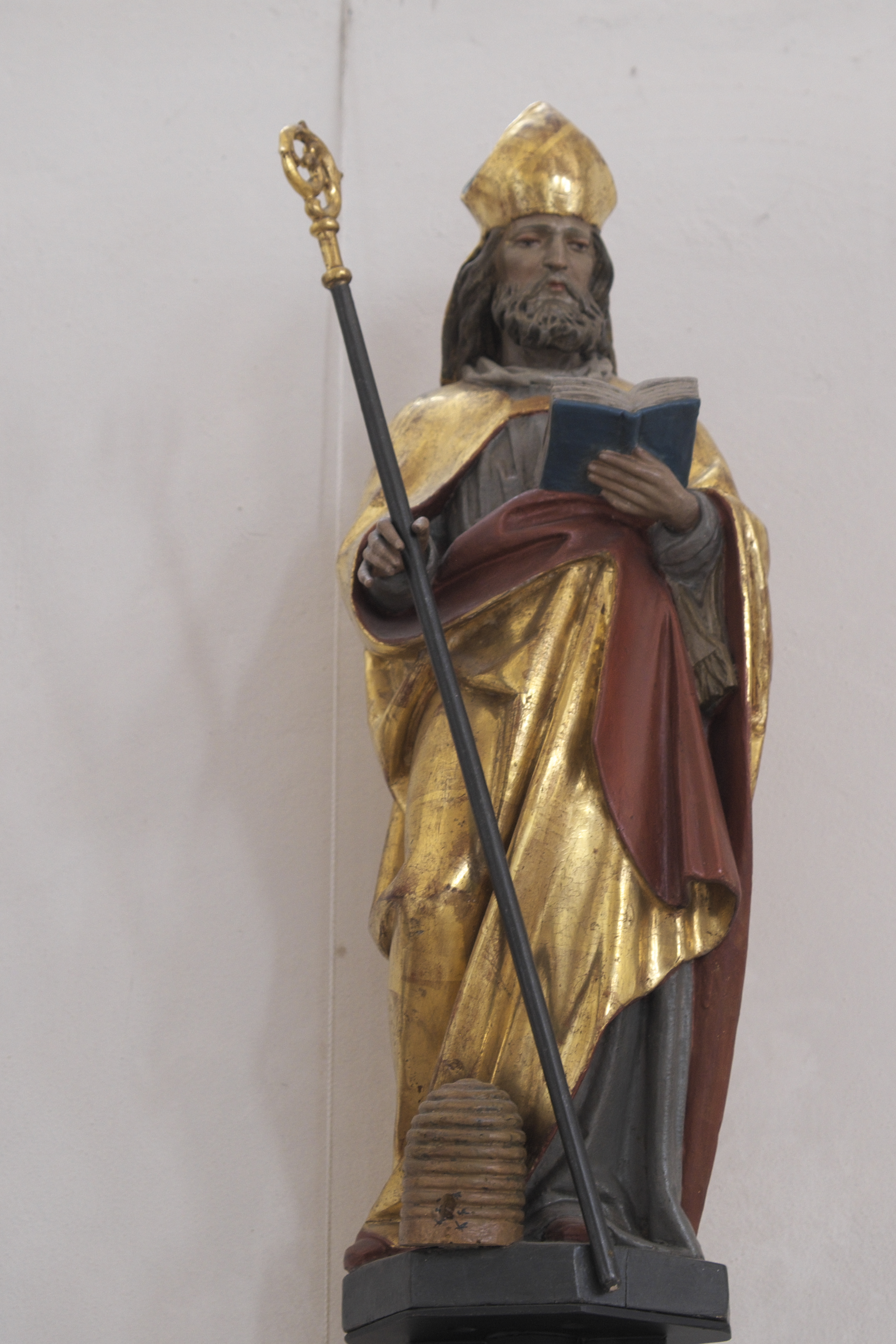
Ambrosius

Zudem befinden sich zahlreiche historische Grabdenkmäler in der Kirche, unter anderem ein Rotmarmorepitaph von Freiherr Ludwig von Stinglheim zu Karpfenstein († 1593).

### Orgel

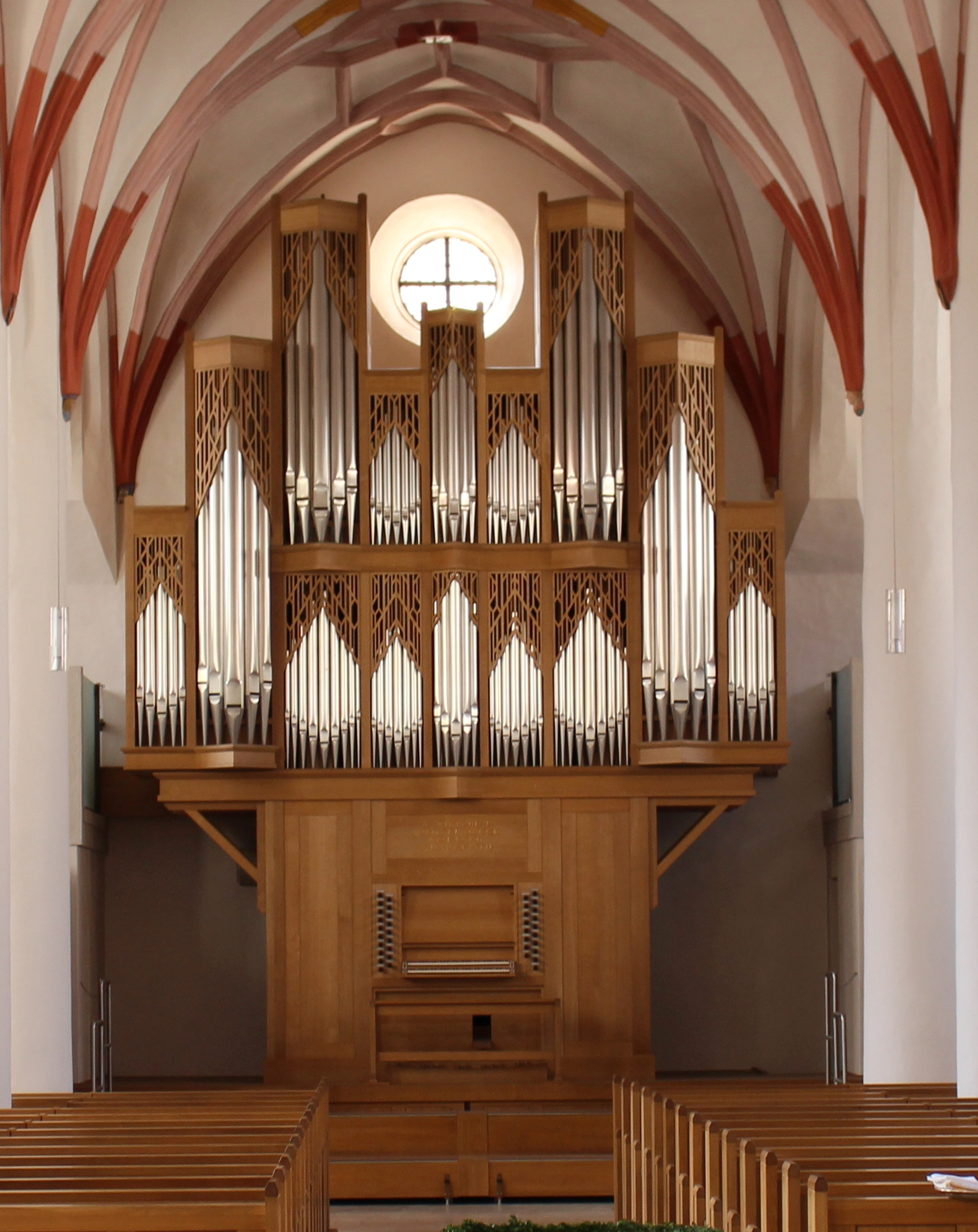
Kögler-Orgel von 2008

Die am 14. Dezember 2008 eingeweihte, neue Orgel wurde von der Firma Orgelbau Kögler aus St. Florian in Oberösterreich errichtet. Es handelt sich um ein rein mechanisches Schleifladeninstrument mit insgesamt 31 Registern auf zwei Manualen und Pedal. Die Disposition lautet wie folgt:
| I Hauptwerk C–g3 |             |        |
| 1.               | Bourdon     | 16′    |
| 2.               | Principal   | 8′     |
| 3.               | Rohrflöte   | 8′     |
| 4.               | Spitzflöte  | 8′     |
| 5.               | Gamba       | 8′     |
| 6.               | Octave      | 4′     |
| 7.               | Spitzflöte  | 4′     |
| 9.               | Quinte      | 2 ⁄3′  |
| 9.               | Superoctave | 2′     |
| 10.              | Terz        | 1 3⁄5′ |
| 11.              | Mixtur V    |        |
| 12.              | Trompete    | 8′     |

| II Schwellwerk C–g3 |               |        |
| 13.                 | Principal     | 8′     |
| 14.                 | Salicional    | 8′     |
| 15.                 | Vox coelestis | 8′     |
| 16.                 | Gedeckt       | 8′     |
| 17.                 | Octave        | 4′     |
| 18.                 | Flauto Dolce  | 4′     |
| 19.                 | Nasard        | 2 ⁄3′  |
| 20.                 | Octave        | 2′     |
| 21.                 | Flöte         | 2′     |
| 22.                 | Terz          | 1 3⁄5′ |
| 23.                 | Mixtur IV     |        |
| 24.                 | Oboe          | 8′     |
|                     | Tremulant     |        |

| Pedal C–f1 |             |     |
| 25.        | Subbass     | 16′ |
| 26.        | Octavbass   | 16′ |
| 27.        | Gedecktbass | 8′  |
| 28.        | Superoctave | 4′  |
| 29.        | Mixtur IV   |     |
| 30.        | Posaune     | 16′ |
| 31.        | Trompete    | 8′  |

- Koppeln: I/II, I/P, II/P
- Spielhilfen: Tremulant, Zimbelstern

### Geläut
Im Turm der Pfarrkirche sind vier Glocken untergebracht, die ein unvollständiges Mollgeläut ergeben. Dabei fehlt die ursprünglich größte Glocke mit dem Schlagton b0, die nach dem Zweiten Weltkrieg bis heute nicht mehr ersetzt wurde. Die Glocken im Einzelnen sind:
- fehlende Glocke: b0

bis zum Zweiten Weltkrieg vorhanden, 2.800 kg
- Glocke 1: cis1

Johann Hahn, Landshut 1950, 1.750 kg
- Glocke 2: e1

Caspar Haslaver, Ingolstadt 1673, 1.250 kg
- Glocke 3: fis1

Johann Gordian Schelchshorn, Regensburg 1683, 850 kg
- Glocke 4: gis1

Johann Hahn, Landshut 1950, 650 kg